# Lili er vild med gaver
|  | Denne artikel er oprettet af botten Steenthbot ud fra en ekstern database. Den kan derfor have sproglige fejl eller mangler. Denne skabelon kan fjernes efter kontrol af indholdet. |

Lili er vild med gaver er en dansk animationsfilm fra 2015 instrueret af Siri Melchior.

## Handling
Lili er vild med gaver. Lidt vild med små gaver. Meget vild med store gaver. Der er både sløjfer og indpakningspapir, men allerbedst er papkassen når man har pakket op. En papkasse der både kan blive til skibe, kareter og luftballoner. Hvad den dyre gave angår, er den nok det mindst interessante. Lili er en serie af film om at være 3 år.